# ボンネビル (クレーター)
ボンネビル（Bonneville）は、火星の衝突クレーターである。より大きなクレーターであるグセフの内部に位置する。スピリットは、2004年にグセフの底面を探索した際、ボンネビルを訪れた。またボンネビルは、スピリットが着陸する際に、熱シールドを投棄した場所でもある。スピリットがクレーターを撮影した際には、反対側の壁に熱シールドが写っていた。直径は約210m、深さは約14mで、縁は周囲よりも6.4m高い。
ボンネビルという名称は、アメリカ陸軍のベンジャミン・ボンネビルとユタ州のボンネビル湖に由来している。

## 形成と地質
ボンネビルが形成された地層は、緩い塵の総であると考えられている。岩盤は露出していない。このクレーターは比較的原始的で、特に水による浸食の影響を受けていない。
深さと直径の比から、ボンネビルは二次クレーターである可能性が高いと考えられている。